# 欲望号街车
《欲望号街车》（英語：A Streetcar Named Desire），美国剧作家田纳西·威廉斯1947年所作剧本，1948年获普立兹戏剧奖。于1947年12月3日在百老匯劇院首演。百老汇上演时由伊利亚·卡赞执导，潔西卡·坦迪、马龙·白兰度、卡尔·莫尔登和金·杭特主演。1949年伦敦上演时由劳伦斯·奥利维尔执导，博纳尔·科利诺、费雯·丽、芮妮·阿舍森和伯纳德·布雷登主演。《欲望号街车》常被认为是20世纪最好的剧本之一，许多人也认为它是田纳西·威廉斯最伟大的一部作品。

## 奖项
获奖
- 1948年纽约剧评人奖最佳话剧奖
- 1948年东尼奖最佳话剧女演员奖（潔西卡·坦迪）
- 1948年普立兹戏剧奖
- 1992年戏剧世界奖最佳女演员奖（潔西卡·蘭芝）
- 2003年劳伦斯·奥利弗奖最佳女配角奖（艾絲·戴維斯）
- 2010年奧利弗獎最佳女主角奖（麗素·慧絲）
- 2010年劳伦斯·奥利弗奖最佳女配角奖（露絲·威爾遜）

提名
- 1988年东尼奖最佳话剧新编剧目奖
- 1988年东尼奖最佳话剧女主角奖（法蘭絲·麥杜雯）
- 1988年东尼奖最佳话剧女主角奖（布莱思·丹纳）
- 1992年东尼奖最佳话剧男主角奖（艾力·寶雲）
- 2005年东尼奖最佳话剧女配角奖（艾米·瑞恩）
- 2005年东尼奖最佳话剧服装设计奖
- 2005年东尼奖最佳话剧灯光设计奖
- 2010年劳伦斯·奥利弗奖最佳新编剧目奖
- 2015年劳伦斯·奥利弗奖最佳新编剧目奖
- 2015年奧利弗獎最佳女主角奖（吉蓮·安德森）